# Monastero di Počaïv
Il Monastero di Počaïv dedicato all'Assunzione della Vergine (in ucraino Почаївська Свято-Успенська Лавра?, Počaïvs'ka Svjato-Uspens'ka Lavra, in russo Свято-Успенская Почаевская Лавра?, Svjato-Uspenskaja Počaevskaja Lavra) è un antico monastero fondato prima del XIV secolo in Volinia (oggi Ucraina occidentale). È stato per secoli uno dei principali monasteri di matrice slavo-orientale. Sito su una collina alta sessanta metri presso la città di Počaïv, nell'Oblast' di Ternopil', è posto 18 km a sud-ovest di Kremenec' e 50 km a nord di Ternopil'.

## Storia

### Origini
La prima testimonianza scritta della presenza di questo monastero data al 1527, anche se la tradizione locale lo ritiene fondato almeno tre secoli prima, durante l'Invasione mongola della Rus' di Kiev, da alcuni monaci fuggiti dal Monastero delle Grotte di Kiev. Una leggenda racconta che la Theotókos apparve ai monaci in quel luogo contornata da una colonna di fiamme, lasciando l'impronta del suo piede sulla roccia ove era sostata. Tale impronta divenne oggetto di culto per la popolazione locale, che ritiene ancor oggi curative le acque della fonte che sgorga nei pressi di tale roccia.
Nel XVI secolo l'abbazia raggiunse una discreta importanza, tanto che nella stessa fu costruita una cattedrale in pietra. Si narra che nel 1597 una nobildonna locale, Anna Hojs'ka, donò al monastero tutti i propri possedimenti terrieri e un'icona miracolosa della Vergine, ritenuta tale persino dalla Chiesa cattolica. Quest'immagine, tradizionalmente nota come Nostra Signora di Počaïv, fu donata ad Anna da un vescovo bulgaro di passaggio in Ucraina e aiutò, secondo la leggenda, il fratello di quest'ultima a guarire dalla cecità.

### San Giobbe di Počajiv

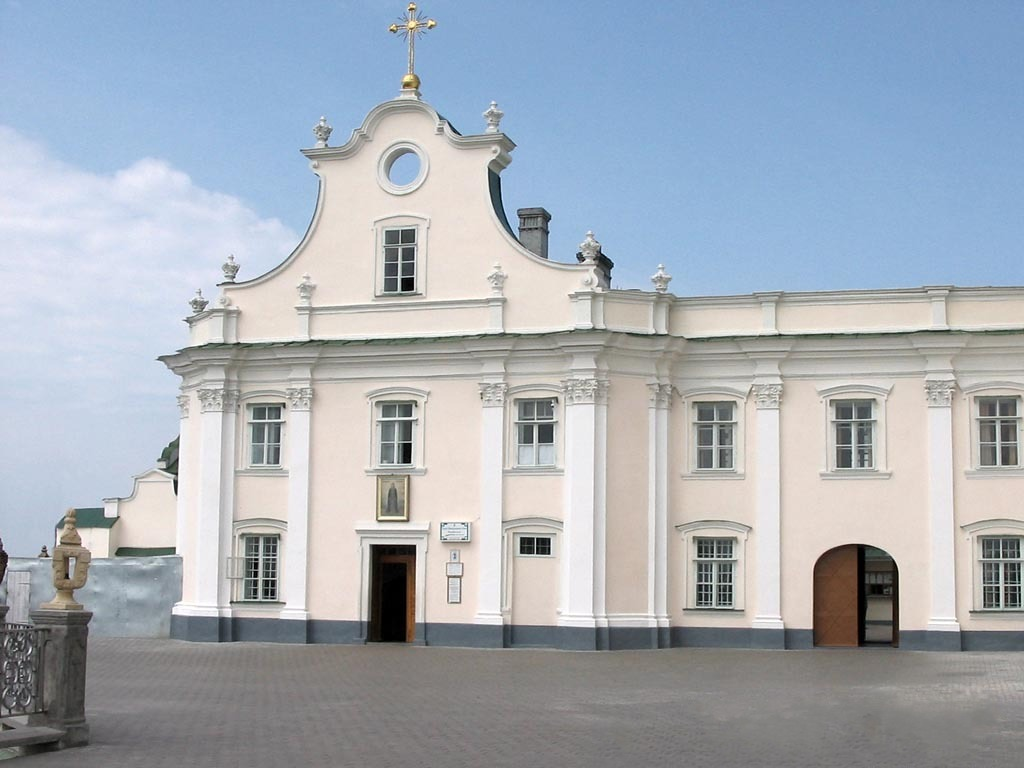
Chiesa del monastero dedicata a San Giobbe

Nel 1604 si unì alla comunità monastica Ivan Zalizo, un noto monaco teologo difensore dell'ortodossia e feroce critico della cosiddetta Unione di Brest, accordo che aveva riavvicinato la Chiesa di rito bizantino alla Santa Sede e aveva fatto nascere la Chiesa greco-cattolica ucraina. Zalizo installò a Počaïv una pressa da stampa nel 1630 che permise di diffondere i testi teologici del medesimo per tutta la Galizia e la Volinia. La pressa fu in funzione all'interno delle mura monasteriali fino al 1924 quando venne trasportata al monastero di San Giobbe di Počaïv sito a Jordanville, nello stato di New York.
Ordinato alcuni anni prima del suo arrivo a Počaïv monaco con il nome di Giobbe, Zalizo, una volta divenuto egumeno del monastero, impose una severa disciplina e numerose riforme alla vita monastica. Durante il suo ufficio monastico, il convento subì incessanti attacchi legali da parte dell'erede di Anna Hojs'ka, il nipote Andrzej Firlej, castellano di Belz, il quale citò più volte in giudizio il monastero per poter rientrare in possesso dei beni della propria ava. Nel 1623, Firlej razziò il monastero rubando l'icona miracolosa e tenendo questa presso di sé fino al 1641, quando la decisione di una corte giudiziaria restituì l'icona ai monaci. Giobbe di Počaïv morì il 25 ottobre 1651 e fu canonizzato santo poco dopo.

### L'unione con Roma
Durante la guerra contro i Turchi, il monastero fu assediato per un certo periodo dagli Ottomani che tradizione popolare vuole essere stati messi in fuga dall'apparizione nei cieli sopra il monastero dell'immagine della Vergine accompagnata da alcuni angeli e da San Giobbe. Una cappella del monastero testimonia con un affresco questo evento miracoloso.
Secondo alcune fonti, Feofan Prokopovyč, un ucraino riformatore della Chiesa ortodossa russa, prese i voti monastici a Počaïv. Successivamente visitò il monastero accompagnato dal suo sovrano, Pietro il Grande, nel 1712.
Dopo il 1720, quando il monastero fu diretto dall'ordine dei Monaci basiliani, la sua prosperità declinò improvvisamente. Il processo di decadenza si arrestò a causa di un singolare avvenimento. Nel 1759, una carrozza del conte polacco Mikołaj Bazyli Potocki si capovolse vicino alle mura del monastero. In un moto di rabbia, Potocki sparò al conducente per tre volte senza tuttavia ferirlo. Attribuendo questo accadimento all'intercessione divina, Potocki si trasferì a Počaïv e iniziò ad elargire doni al monastero.
Nel 1773, Potocki (che era un cristiano di rito cattolico), chiese al Papa di riconoscere l'icona di Počaïv come miracolosa e San Giobbe come santo cattolico. Solo la prima richiesta fu esaudita. Alla sua morte, avvenuta nel 1782, fu seppellito nella Cattedrale dell'Assunzione la cui costruzione era stata da lui stesso finanziata.

### Tra Polonia e Russia

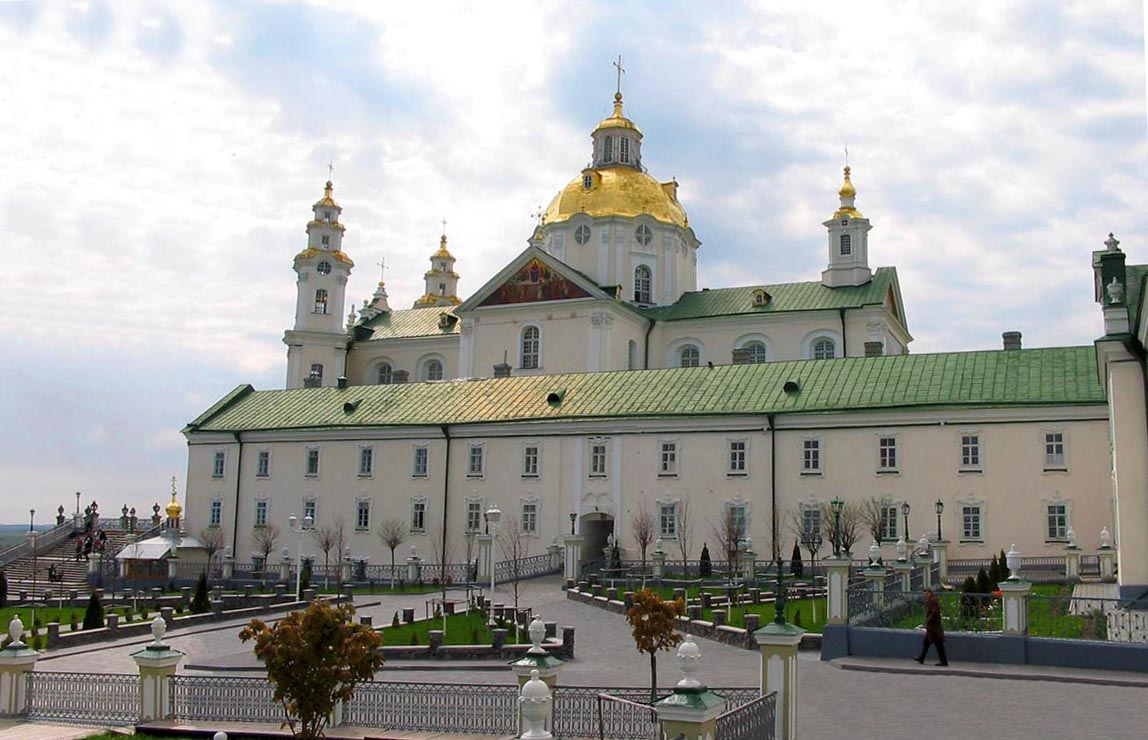
Cattedrale dell'Assunzione

In seguito della divisione della tripartizione della Polonia avvenuta nel 1795 la Volinia divenne parte dell'Impero Russo. Nonostante l'inizio di conversioni imposte dal cattolicesimo all'ortodossia, le autorità russe non confiscarono immediatamente i terreni di coloro che non volevano convertirsi, anzi nelle tipografie e nelle scuole religiose si continuò ad usare il latino e la lingua più utilizzata rimase il polacco. Tuttavia si potevano presagire i primi mutamenti in senso russofono della regione. Nel 1823, il vescovo ortodosso della Volinia scrisse allo zar Alessandro I chiedendo che il monastero di Počaïv fosse posto sotto l'egida della Chiesa ortodossa russa, ma tale richiesta fu ignorata. Fu solo nel 1831, con il pretesto dell'appoggio degli Uniati alla Rivolta di Novembre, che Nicola I sottomise il monastero al controllo ortodosso. Il 10 ottobre 1831 l'intero territorio del monastero fu riconsacrato alla religione cristiana ortodossa ponendo fine a 110 anni di monachesimo cattolico uniate. Tutti i monaci furono costretti ad abbracciare lo scisma pena la vita.
Due anni più tardi, nel 1833, il monastero fu elevato al rango di lavra e divenne la residenza estiva dei vescovi e uno dei centri focali di pellegrinaggio, per i fedeli ortodossi russi e balcanici. La sua immagine simbolica di avamposto ortodosso dell'occidente (distante solo pochi chilometri dal confine con il cattolico Impero asburgico) fu largamente utilizzata dalla propaganda panslava.
Durante la prima guerra mondiale molti ucraini abitanti in Galizia si misero in pellegrinaggio verso il monastero. Nel 1915 Počaïv insieme a tutta la Volinia diventò territorio di battaglia tra Russia e Austria, e gli scontri per la supremazia territoriale si protrassero fino alla rivoluzione d'ottobre. Dopo la Pace di Riga del 1921 la Volinia fu annessa alla Polonia e il monastero con essa. A partire da quella data il monastero si trovò a fronteggiare una profonda crisi dovuta in parte alla guerra appena conclusa, che aveva lasciato prostrata economicamente l'intera regione, in parte a causa dei vincoli ecclesiastici ai quali i monaci ortodossi furono costretti a sottomettersi. Come la maggior parte delle comunità russo-ortodosse trovatesi al di fuori dai confini dell'Unione sovietica e come tali aliene da qualsiasi controllo ecclesiastico della Chiesa ortodossa russa, il monastero dovette cercare altrove la propria guida organizzativa sottomettendosi al Patriarcato ecumenico di Costantinopoli e aderendo nel 1923 alla Chiesa ortodossa polacca.
Fino alla fine degli anni venti del XX secolo il monastero fu un luogo pacifico e i monaci erano intenti a riportare l'edificio agli antichi splendori. Fu il primo monastero ad essere dotato di una linea elettrica. Nonostante i sospetti dello stato polacco che il monastero fosse un centro di spionaggio russo, esso sopravvisse, fino a diventare il principale centro ortodosso della repubblica.

### Storia moderna e contemporanea
Nel 1939, così come stabilito dal Patto Molotov-Ribbentrop la Volinia fu annessa all'Unione Sovietica, suscitando inizialmente l'entusiasmo della parte ortodossa della popolazione, che avvertiva al pari di un giogo l'annessione alla Polonia cattolica. Tuttavia la politica anti-religiosa delle autorità sovietiche continuò, seppur stemperandosi rispetto agli eccessi degli anni venti, quando molti religiosi furono torturati, perseguitati o uccisi. il monastero fu trasferita sotto il patriarcato moscovita: durante questo periodo migliaia di pellegrini ortodossi da tutta l'Unione Sovietica, sfidando il potere politico, giunsero a Počaïv per venerare la sacra icona. il monastero fu comunque duramente attaccata dalle autorità, che arrivarono a confiscarne gran parte dei terreni e a chiuderne le scuole religiose, pur esimendosi dallo smantellare il monastero stesso a causa del gran numero di pellegrini che lo visitavano giornalmente.
Quando la Germania nazista invase l'Ucraina, il 22 giugno 1941, le autorità tedesche non chiusero il monastero, limitandosi a confiscare e depredare il poco che era stato lasciato da quelle sovietiche. Durante questo periodo si formò l'autocefala Chiesa ortodossa ucraina, supportata dai tedeschi. Tuttavia il Monastero di Počaïv rifiutò di aderirvi, vedendo in essa null'altro che uno scisma dalla Chiesa russa. Durante la guerra la politica delle autorità sovietiche riguardo alla religione mutò radicalmente: appoggiando il ristabilirsi della Chiesa ortodossa russa nelle lande ucraine intendeva in tal modo aumentare la resistenza patriottica contro l'invasore. il monastero venne così a recitare un ruolo attivo nelle vicende politiche del tempo, appoggiando segretamente la resistenza anti-nazista e dando rifugio ai perseguitati politici. Nell'agosto 1944 l'Armata Rossa occupò la Volinia.
Dopo la guerra il monastero si trovò situato su un territorio contenente la più grande concentrazione di parrocchie ortodosse in Unione sovietica. La sua posizione di avamposto occidentale dell'ortodossia fu ulteriormente rinforzata dal falso Sinodo di Leopoli, organizzato dallo Stato con la collaborazione della gerarchia moscovita, che dispose la conversione forzata dei cattolici di rito bizantino della Galizia. Tuttavia la nuova tendenza tollerante nei confronti della religione in Unione Sovietica terminò alla fine degli anni cinquanta con la nuova politica del disgelo. In questo periodo il monastero fu oggetto di un'intensa pressione da parte del governo sovietico, che si concretizzava in un controllo costante delle attività del monastero e l'imposizione di proprie direttive tanto che, nel 1959, in un edificio prima utilizzato come chiesa, fu aperto dalle autorità statali un museo dell'ateismo. Nonostante le continue pressioni e umiliazioni il monastero sopravvisse, tanto che alla fine degli anni settanta, rappresentò il più importante centro teologico nell'Esarcato ucraino della Chiesa ortodossa russa.
Alla fine degli anni ottanta, quando il potere statale sovietico allentò le proprie restrizioni concernenti la religione, il museo dell'ateismo fu chiuso e fu trasformato dapprima in una scuola teologica e nel 1991 in un seminario. allo stesso tempo il governò permise la ricostituzione di una Chiesa greco-cattolica ucraina e di una Chiesa ortodossa ucraina autocefala. Le nuove realtà entrarono in conflitto con il monastero per i metodi violenti con cui, aiutati da forze paramilitari nazionaliste ucraine, vollero farsi restituire le chiese cattoliche regalate alla compiacente e sottomessa gerarchia moscovita, costringendo la stessa a interrompere ogni attività in diverse parti della Volinia. Un reggimento cosacco fu armato dal monastero al fine di tutelare l'esistenza delle parrocchie di rito russo-ortodosso rimanenti e del monastero stesso, fin dal 1992 reclamato dalla Chiesa ortodossa ucraina.
Fin dall'indipendenza ucraina il monastero ha posto in essere continui sforzi per diventare il secondo centro ortodosso in Ucraina dopo il monastero delle Grotte di Kiev. I primi alunni della scuola seminarile hanno ora raggiunto il rango di vescovi e la letteratura e le icone ivi prodotte possono essere facilmente trovate in ogni parte dell'Ucraina, oltre che nelle vicine Russia e Bielorussia. Migliaia di pellegrini ortodossi giungono ogni anno a visitare il monastero da tutti i territori dell'ex Unione Sovietica, dai Balcani e dai più lontani territori ortodossi.

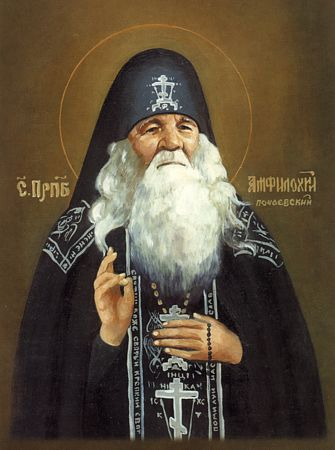
Sant'Amphilochios

### Sant'Amphilochios di Počajiv
Il 12 maggio 2002 la Chiesa ortodossa ucraina canonizzò il monaco, Amphilochios (Amfilohij) di Počaïv, al secolo Jakiv Holovatjuk (1894 - 1971). Amphilochios nacque il 27 novembre 1894 nel villaggio di Mala Ilovycja, sito nell'oblast' di Ternopil' nell'Ucraina occidentale. Nel 1925 fu ordinato monaco ed entrò nel Monastero di Počaïv. Nel 1936 Amphilochios acquisì il rango di ieromonaco. La sua vita legata ai precetti delle sacre scritture attrasse presto folle di pellegrini che già in vita lo veneravano come santo e che lo venivano giornalmente a visitare nella sua cella, sita poco distante dal cimitero delil monastero. Il 12 maggio 2002 fu canonizzato dalla Chiesa ortodossa ucraina dopo che una commissione ne ebbe analizzato la sua vita, trovando inoltre le sue reliquie in perfetto stato di conservazione. Oltre 20 000 ortodossi arrivarono da ogni parte dell'Ucraina per prendere parte alla canonizzazione Amphilochios le cui reliquie, secondo una credenza popolare, avrebbero poteri taumaturgici.

## Costruzioni del monastero
il monastero è dominato dalla struttura della Cattedrale dell'Assunzione, commissionata dal conte Mikołaj Potocki per essere la più grande chiesa cattolica di rito bizantino e costruita tra il 1771 e il 1783 dai disegni dell'architetto tedesco Gottfried Hoffmann. La parte esteriore della cattedrale, con le sue torri affiancate alla facciata, è stata realizzata in uno stile di transizione tra il barocco e il neo-classicismo. Molte strutture, tra le quali la cappella d'inverno del 1862 e il refettorio del 1888, sono state aggiunte alla struttura solo successivamente.
Dopo la conversione al cristianesimo ortodosso dei monaci di Počaïv, il ricco e rifinito interno della cattedrale fu completamente rinnovato per meglio aderire agli standard della Chiesa ortodossa. Dopo un incendio che l'ha parzialmente danneggiata nel 1874 le pitture e le sculture furono restaurate o sostituite. La cattedrale contiene, oltre alla tomba di Mikołaj Potocki, le due più grandi attrattive di Počaïv: l'impronta della Vergine e l'icona miracolosa.
A sud-est della cattedrale si trova una torre campanaria che, con i suoi 65 metri, è una delle più alte in Ucraina. Eretta in sei livelli tra il 1861 e il 1869, contiene diverse campane di cui la più grande, realizzata nel 1886, pesa 11,5 tonnellate.
Poco distante sorge la cattedrale della Trinità, costruita tra il 1906 e il 1912 secondo il progetto di Aleksej Ščusev. L'aspetto austero di tale costruzione è basato sulla ripresa dell'architettura medioevale del Nord della Russia mentre il portico contiene mosaici simbolisti e dipinti di Nicholas Roerich.
Le chiese delle grotte di San Giobbe e dei Santi Antonio e Teodosio sono situate per la maggior parte della loro estensione sotto terra. La loro costruzione iniziò nel 1774 ed ebbe vari stadi di edificazione, di cui l'ultimo nel 1860. La chiesa di san Giobbe contiene un famoso regalo della contessa Orlova, un reliquario di argento che oggi contiene le reliquie del santo.
Costruzioni più recenti sono le due cappelle, una eretta per celebrare il 400 anniversario della donazione dell'icona miracolosa della Vergine da parte di Anna Hojs'ka, la seconda in onore del secondo millennio dalla venuta di Cristo, furono terminate e inaugurate rispettivamente nel 1997 e nel 2000.

## Galleria d'immagini

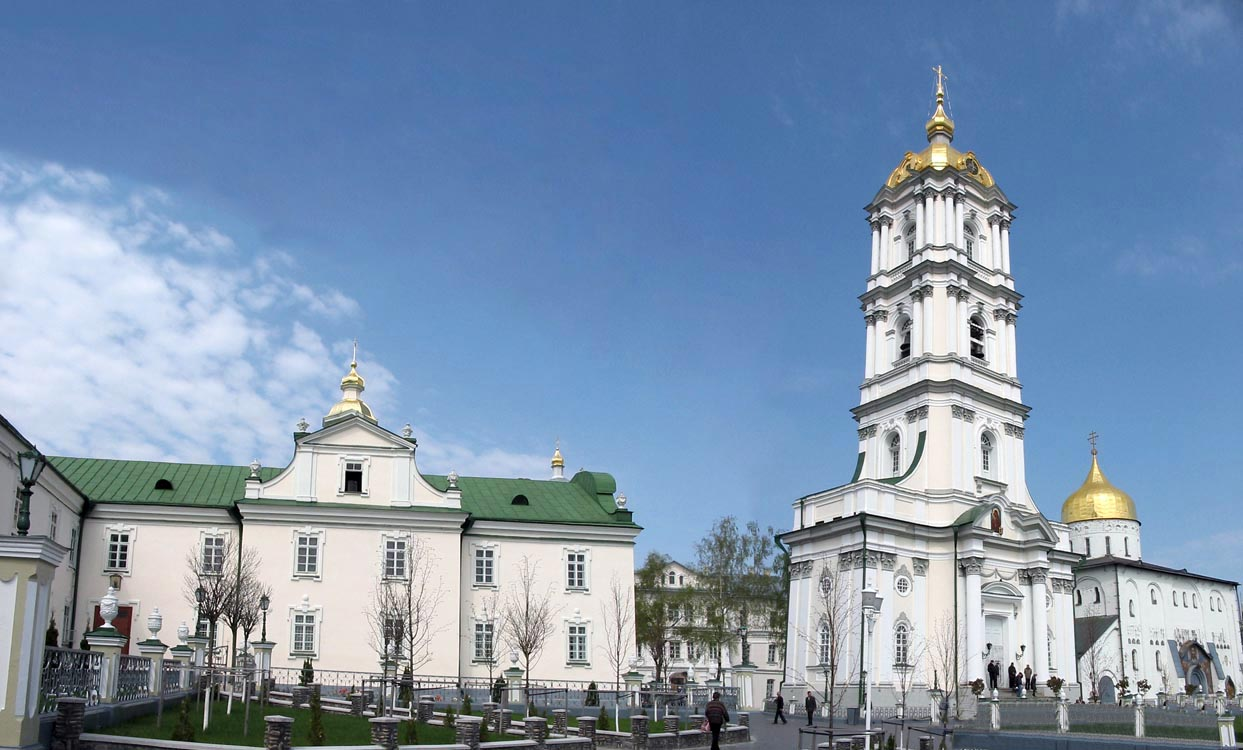
La torre campanaria
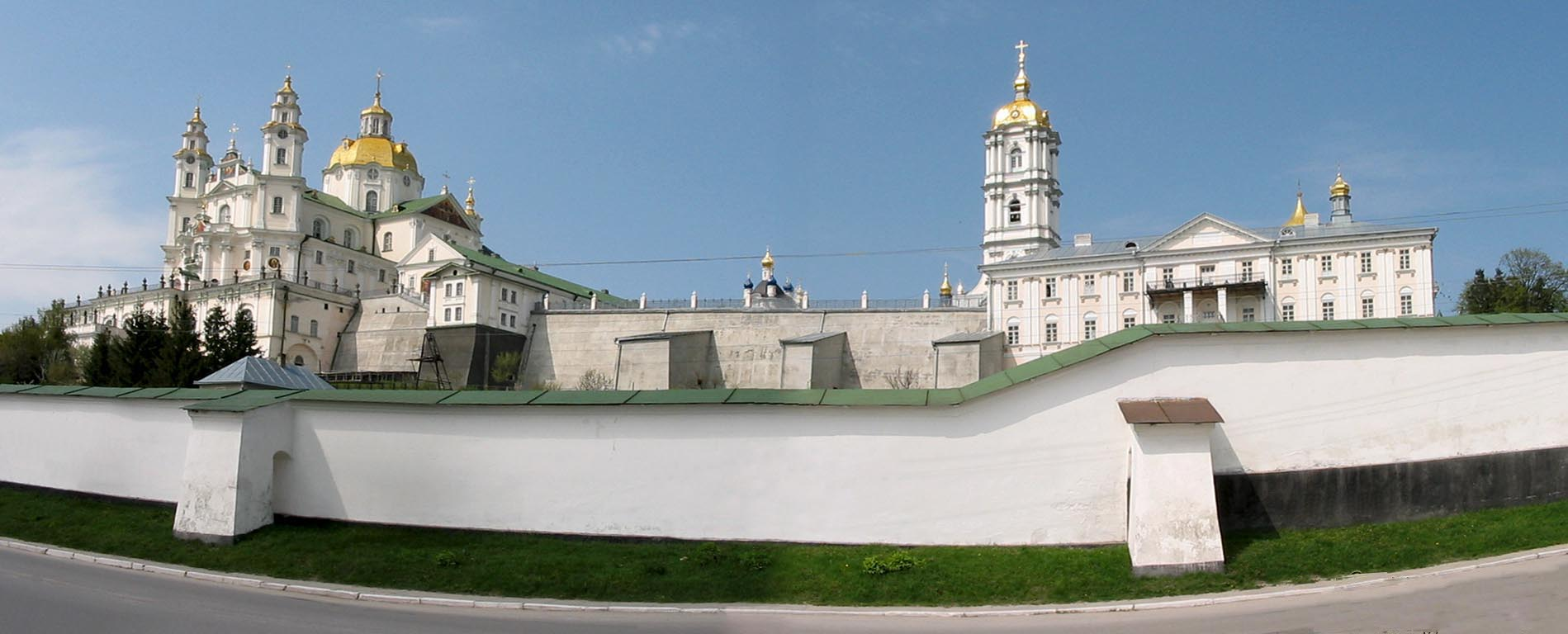
Le mura delil monastero
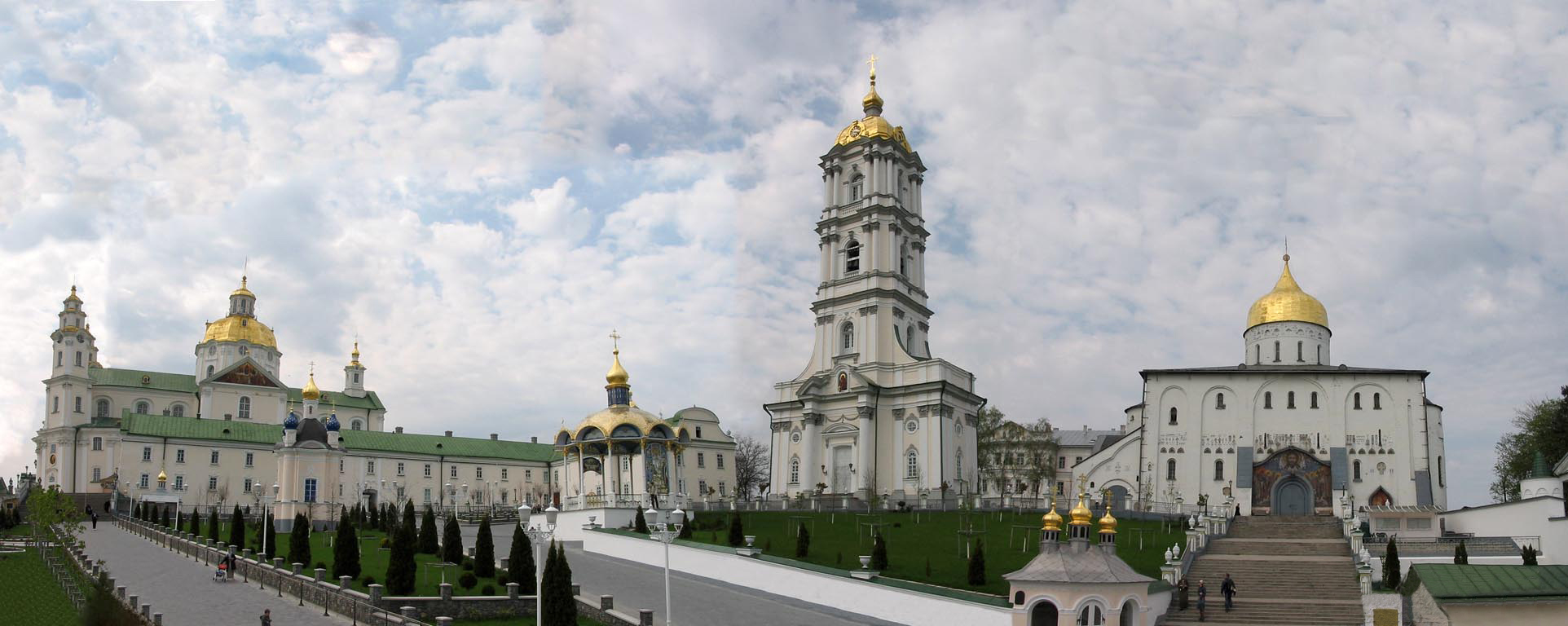
Vista d'insieme
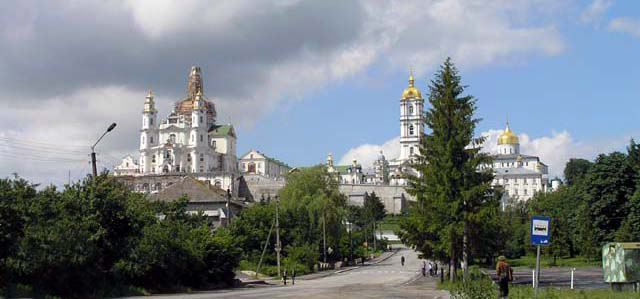
Panorama di Počaïv
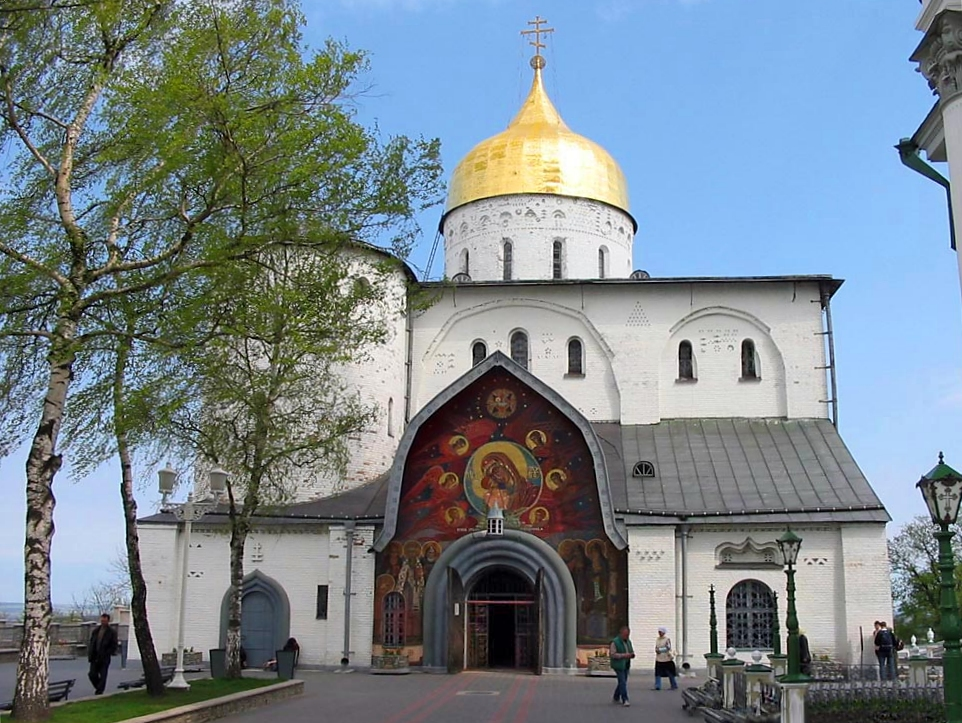
Cattedrale della Trinità.
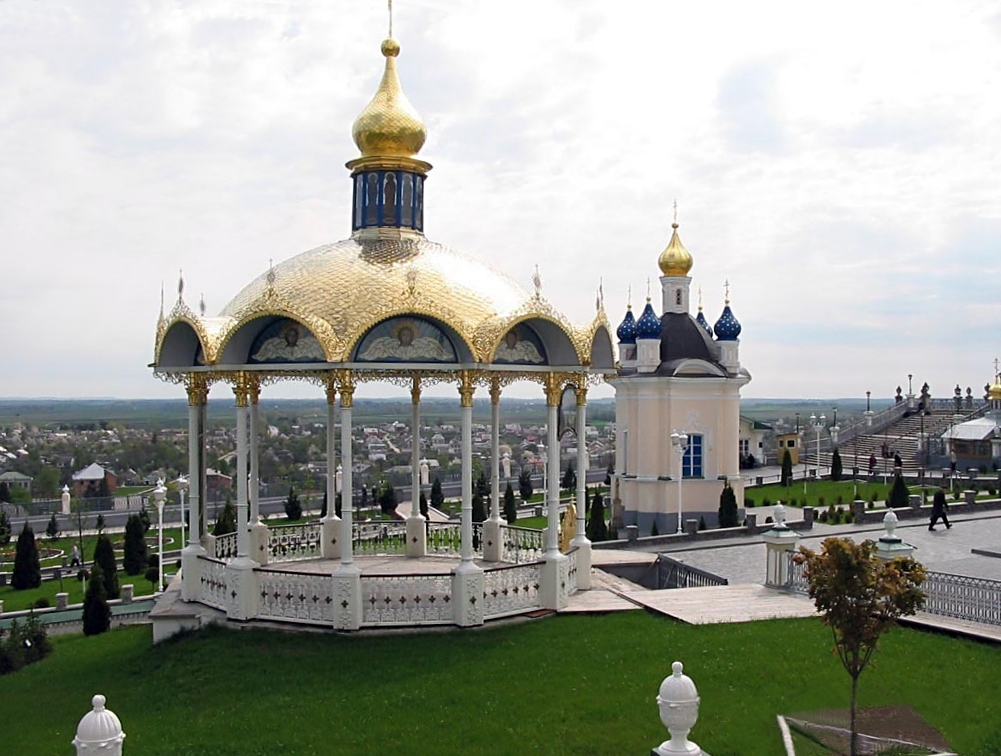
Cappella del 2000º anniversario della nascita di Cristo.
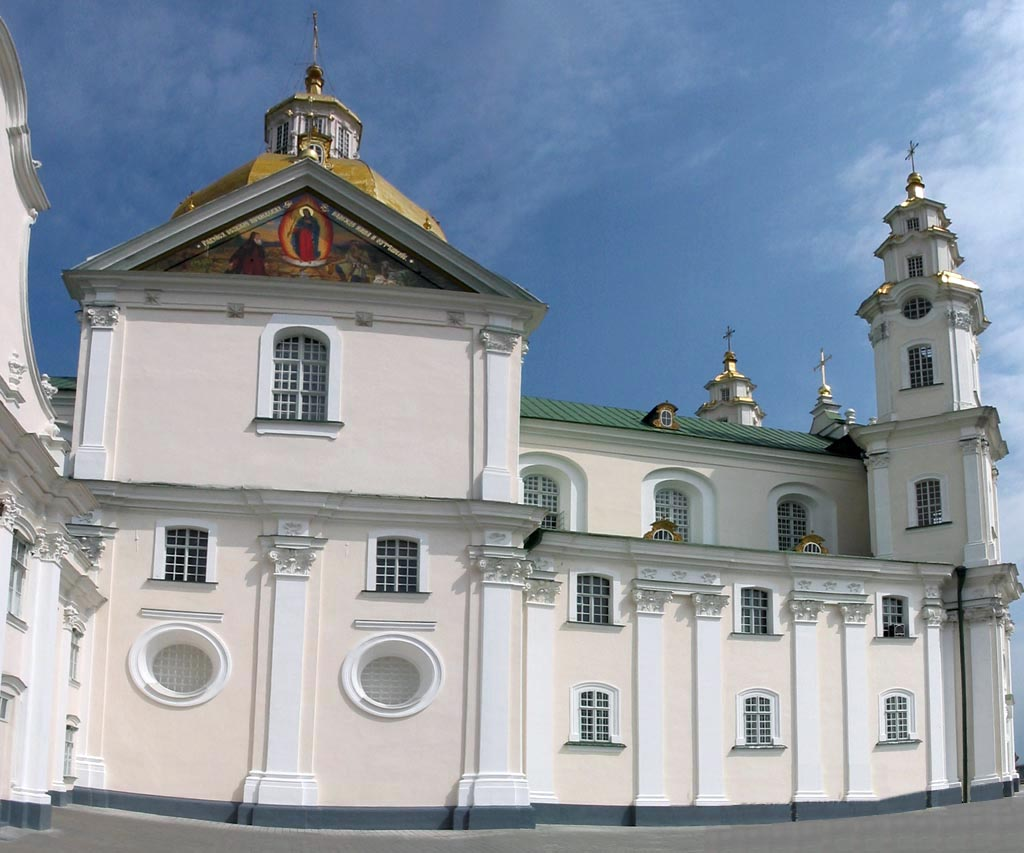
Cattedrale dell'Assunzione.

## Fonti
- (EN)  Ambrosius, Hegumen of Pochaev, Tales about Pochaev Assumption Lavra, Pochaev, 1878.
- (EN)  V.P. Andriyivsky, On Pochayivska Lavra, Kiev, 1960.
- (EN)  Monasteries of the Russian Orthodox Church, Moscow, 2000.